# Newcastleská nemoc
Newcastleská nemoc (ND, dříve též pseudomor drůbeže) je celosvětově rozšířené, velmi nakažlivé, virové onemocnění hrabavé drůbeže všech věkových kategorií, s velkým hospodářským i ekologickým významem. Způsobuje ji virus Newcastleské nemoci (NDV). Infekce je přenosná i na člověka (intrakonjunktiválně) a probíhá za příznaků chřipky. Stejně jako vysoce patogenní aviární influenza (HPAI) je považována za velmi nebezpečnou nákazu a podléhá podle zákona o veterinární péči č. 166/1999 Sb. povinnému hlášení Evropské komisi a členským státům EU. Na rozdíl od relativně zřídka se vyskytující HPAI je ND enzooticky rozšířena v mnoha zemích světa. Trvalým zdrojem nákazy jsou drobné chovy drůbež v Asii, Africe, střední a jižní Americe. V zemích s rozvinutým drůbežnictvím se provádí ochranné očkování.

## Historie
Pod obecným názvem „mor drůbeže“ se Newcastleská nemoc pravděpodobně vyskytovala již dávno před tím, než byly koncem 19. století od sebe odlišeny tehdy nejzávažnější choroby drůbeže – cholera (původcem bakterie Pasteurella multocida“), „klasický mor drůbeže“ (původcem influenza virus A) a „pseudomor“ (původcem paramyxovirus).
ND byla poprvé popsána na Jávě v roce 1926 a v Anglii v roce 1927 a jako původce byl označen virus (viz virus Newcastleské nemoci, NDV). Zatímco epizootie v sev. Anglii v okolí města Newcastle upon Tyne v průběhu několika měsíců zanikla, v Asii se nemoc postupně rozšiřovala z přístavů Indického oceánu na další kontinenty. V období kolem II. světové války byla již zaznamenána v Přední Asii, východní Africe i v Austrálii. Do Evropy se dostala přes Itálii a v Československu byly první výskyty zaznamenány v 30.-40. letech minulého století.
Ve všech těchto oblastech probíhala nemoc převážně ve formě akutní smrtelné infekce drůbeže všech věkových kategorií, s mortalitou pohybující se mezi 50-100 %. Dominujícím pitevním nálezem byly těžké hemoragické změny v trávicím traktu a nemoc byla označována jako pseudomor, atypický či asijský mor drůbeže, Doyleho nemoc a mnoha dalšími místními názvy.
Od těch dob byly v různých částech světa postupně diagnostikovány odlišné formy ND, lišící se průběhem, klinickými i pitevními nálezy, morbiditou i mortalitou, věkem postižené drůbeže, včetně izolací viru ND od zdravé drůbeže i ptáků různých druhů.
V letech 1981-3 došlo v Evropě k rozsáhlé epizootii nervového onemocnění poštovních a chovných holubů, označovaného jako „paramyxoviróza holubů“. Z těchto případů byl vyizolován paramyxovirus (APMV-1), identifikovaný jako varianta viru Newcastleské nemoci adaptovaná na holuby. Virus se rozšířil do chovů domácí drůbeže i mezi volně poletujících ptáků po zkrmování krmiva kontaminovaného trusem nemocných holubů.

## Vznik a šíření nemoci (epizootologie)

### Přirozený a experimentální hostitel
Přirozeným hostitelem NDV jsou hrabaví ptáci (Galliformes) a holubi. U hus a kachen se infekce projevuje pouze sérokonverzí. Pštrosi jsou vnímaví k infekci bez ohledu na věk, klinické příznaky jsou ale většinou pozorovány jen u mladých ptáků. Virus ND byl prokázán min. u 241 druhů ptáků z 27 řádů třídy ptáci (Aves), včetně exotických ptáků, a to jak klinicky nemocných, tak i zjevně zdravých. Předpokládá se, že všichni ptáci jsou k infekci vnímaví, ale klinické příznaky onemocnění nemusí být vždy přítomny.

### Přenos
Hlavním způsobem šíření viru v hejnu je horizontální přímý kontakt vnímavé drůbeže s infikovanými jedinci, nepřímý kontakt s prostředím kontaminovaným infekčními sekrety a trusem a přenos infekce vzdušnou cestou (aerogenně). Přibližně za 2 dny po infekci, tj. ještě před výskytem klinických příznaků, začíná infikovaná drůbež vylučovat virus sekrety horních cest dýchacích. Kapénková infekce se udržuje v prostředí vířením vzduchu, které způsobuje drůbež svým aktivním pohybem. Kromě aerogenní infekce je možná i infekce alimentární cestou (kontaminovaným krmivem anebo vodou). Vylučování viru ND trusem a sekrety respiračního traktu u pštrosů je na rozdíl od jiných ptáků minimální a šíření infekce v chovu je pomalé; onemocnět mohou jen jednotlivci v hejnu.
K přenosu infekce mezi hejny, a to i na delší vzdálenost, dochází při transportu nejen nemocné, ale i klinicky zatím zdravé infikované drůbeže nebo převozem drůbežích produktů či odpadů. Infekce se rovněž šíří mechanickými vektory (kontaminovanou obuví a oblečením ošetřovatelů, přepravními krabicemi, vozidly, technologickým zařízením, pracovními pomůckami apod.). Mnoho volně poletujících ptáků může sloužit jako mechanický a bezsymptomní přenašeč nákazy. Import nakažených exotických ptáků byl příčinou rozsáhlé panzootie v USA i v mnoha dalších zemích v letech 1968-72. Přenos NDV je také možný vzdušnou cestou – nečistotami a prachem, dále mouchami, kontaminovanými vakcínami, na drůbežích porážkách, při transportech a výstavách aj. U pštrosů se objevuje onemocnění nejčastěji současně s postižením chovů drůbeže. K jejich nakažení dochází orální cestou; aerogenní způsob přenosu není považován za důležitý, protože i ptáci v úzkém kontaktu s nemocnými se nemusí nakazit.
Infekce NDV je přenosná i na člověka a projevuje se jako konjunktivitida se zduřením příušních lymfatických uzlin. Ohroženi mohou být zejména zaměstnanci drůbežích porážek a pracovníci v laboratořích.

### Patogeneze
Po nakažení vnímavého hostitele se virus ND multiplikuje (pomnoží) v místě infekce a krevní cestou se dostává do viscerálních (útrobních) orgánů. Po opětovné multiplikaci se virus v organismu generalizuje, objevují se klinické příznaky a dochází k vylučování viru do prostředí (sekrety respiračního traktu, trusem, u nosnic i vejcem). Virémie je tedy dvouvrcholová. Virus poškozuje výstelku cévní a vyvolává zánětlivé a dystrofické změny.
Infikované nosnice vylučují virus do vajec. Vertikálně přenášený virulentní kmen NDV způsobuje zástavu snášky anebo úhyn embryí v prvních 4-5 dnech inkubace, takže vertikální přenos takové infekce na líhnutá kuřata je de facto nemožný. Je však velké nebezpečí zavlečení nákazy do líhní rozbitím vajec s uhynulými zárodky nebo vejci kontaminovanými virem na skořápce při snášce (trusem, při průchodu kloakou nebo ve snáškových hnízdech). Určitou výjimku zde představují některé lentogenní kmeny NDV (Ulster, V4), které vyvolávají u kuřat asymptomní enterotropní formu ND – nezabíjejí kuřecí embrya a z takových násadových vajec se líhnou infikovaná kuřata. Epizootologický význam této formy ND není dostatečně znám.

## Projevy nemoci (symptomatologie)
Inkubační doba (ID) kolísá v rozmezí 2-20 dnů, v závislosti na patotypu viru, hostiteli a prostředí; podobně jsou ovlivňovány i klinické příznaky a průběh onemocnění. V terénu, při přirozeném způsobu infekce, se ID zpravidla pohybuje kolem 4-6 dnů.

### Klinika

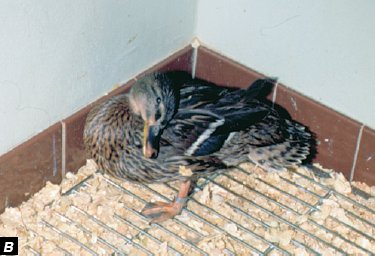
Tortikolis u infikované kachny

Forma a průběh klinického onemocnění vyvolaného NDV závisí jak na hostiteli (druh, věk imunitní stav, interkurentní infekce), tak i na vlastnostech infikujícího viru (virulence, dávka, způsob infekce), případně na podmínkách prostředí (stres). Vzhledem k této variabilitě průběhu ND byly pro zjednodušení stanoveny následující základní formy (patotypy) Newcastleské nemoci:
- Velogenní viscerotropní forma (VVND, Doyleho forma) – probíhá jako akutní smrtelné onemocnění drůbeže všech věkových kategorií, s mortalitou dosahující 50-100 %. Vzniká náhle a drůbež často hyne bez klinických příznaků nebo vykazuje netečnost, slabost, nezájem o krmivo a straní se ostatních. Dostavují se respiračních poruchy – ptáci dýchají s otevřeným zobákem a vydávají chraplavé, naříkavé zvuky. V horních cestách dýchacích se jim hromadí hlenovitý sekret, kterého se drůbež snaží zbavit frkáním a potřepáváním hlavy. Kolem očí, v obličejové části a v krajině hrtanu vzniká otok (edém). Peří je naježené a tělesná teplota zvýšená. Objevuje se vodnatý, běložlutý až zelený průjem, někdy i s příměsí krve. V důsledku poruch cirkulačního aparátu dochází k cyanotickému zbarvení hřebene a lalůčků, ptáci upadají do komatózního stavu a hynou během 4-8 dnů. U drůbeže, která přežije počáteční akutní fázi onemocnění, se objevují nervové příznaky – chůze je nekoordinovaná, objevují se klonické křeče nebo tremor svalů. Dochází ke zkroucení nebo zvrácení krku (tortikolis, opistotonus), objevují se parézy až paralýzy končetin a křídel. U nosnic klesá snáška nebo se úplně zastavuje po dobu 1-3 týdnů. Produkce vajec se upravuje velmi pomalu a ani za 2 měsíce nemusí dosahovat plánované křivky. Kvalita vaječné skořápky i bílku je změněná, oplozenost i líhnivost násadových vajec klesá. Dominujícím pitevním nálezem jsou těžké hemoragické změny v trávicím traktu, zejména krváceniny při ústí žlázek ve žláznatém žaludku a hemoragický zánět střev, difteroidní změny na sliznici hltanu a jícnu, tečkovité krváceniny (petechie) na serózách,, krevní výlevy do žloutkových koulí a vaječníků, difteroidní až nekrotické změny na sliznici tenkého střeva a na ileocekálních tonzilách[2]

- Velogenní neurotropní forma (VNND, Beachova forma) – probíhá jako akutní a často i smrtelné onemocnění drůbeže všech věkových kategorií. Je charakterizována postižením respiračního a nervového systému, bez dominance hemoragických změn v trávicím traktu. Snáška klesá, průjem může chybět. Morbidita může být až 100 %, mortalita u mladé drůbež až 90 %, u dospělé drůbeže <50 %. Při pitvě dominují změny na dýchacím a nervovém aparátu, akutní až difteroidní zánět hrtanu a průdušnice s četnými krváceninami; difteroidně nekrotické masy mohou způsobit smrt udušením[5]

- Pneumotropní mezogenní forma (Beaudettova forma) – probíhá jako akutní respirační a někdy i letální nervové onemocnění mladé drůbeže, které u starších věkových skupin jen zřídka končí úhynem; u nosnic způsobuje pokles snášky. Změny jsou lokalizovány v dýchacích cestách; jejich intenzita je ovlivňována sekundárními bakteriálními infekcemi[6]

- Lentogenní forma (Hitchnerova forma) se projevuje jako inaparentní infekce nebo jako jen mírné respirační onemocnění drůbeže bez rozdílu věku, s žádnou nebo jen minimální mortalitou. Na orgánech nejsou patrny výrazné změny[7]

- Asymptomní enterotropní forma zahrnuje subklinickou střevní infekci. Prokazuje se laboratorní izolací lentogenního kmene viru ze střeva nebo trusu a přítomností protilátek[8]

U holubů jsou klinické příznaky charakterizovány načepýřeným peřím, apatií, anémií, hubnutím a vodnatým průjmem. Nervové poruchy se projevují tremorem hlavy a později paralýzou končetin a křídel, ztáčením krku či zvrácením hlavy, ataxií, poruchami vidění, obtížemi až neschopností letu. Nemocnost holubů v chovu je vysoká; u mláďat dosahuje mortalita i 20–60, starší holubi mohou přežít.
Průběh nemoci u pštrosů je odlišný od domácí drůbeže. Šíření je pomalé, morbidita nízká a mortalita se pozoruje jen u mladých ptáků; starší ptáci jsou odolnějšími k infekci NDV. U kuřat pštrosů lze někdy pozorovat smrtelnou perakutní formu, která probíhá bez klinických příznaků. Nejčastěji onemocní mladí ptáci do věku 5-9 měsíců, kteří byli krmeni nevyrovnanou dietou, se špatnou tělesnou kondicí, zpomaleným růstem nebo byli postiženi konkurentními infekcemi (např. zánět vzdušných vaků). V mnoha případech jsou symptomy variabilní, zjišťuje se edém hlavy a krku, vlhký kašel a další respirační symptomy. Nervové příznaky se zpočátku projevují mírným nakloněním hlavy, kolébáním hlavy a krku, častým škrabáním se na hlavě a záškuby svalů šíje, chozením dokola a tortikolis. S pokračující paralýzou krku ptáci neudrží hlavu vzpřímenou, dochází k celkovému ochrnutí, ptáci uléhají a hynou během 2-4 dnů.

### Patologie
Postmortální nálezy jsou variabilní, což je způsobeno odlišným tropismem infikujícího viru a jeho virulencí, věkem a imunitním stavem hostitele a někdy i přítomností interkurentních infekcí. Výraznější změny se nacházejí při těžkých formách nemoci, při mírnějším až inaparentním průběhu onemocnění mohou být změny nepatrné nebo mohou i chybět. Protože nálezy u jednotlivých zvířat ze stejného hejna mohou být silně variabilní, je nutné vyšetřovat větší počet drůbeže. Pitevní nálezy odpovídají klinickým formám onemocnění.

### Imunita
Virus Newcastleské nemoci vyvolává tvorbu humorálních protilátek, detekovatelných různými sérologickými testy (hemaglutinačně inhibiční test, neutralizační test, imunodifuze, ELISA aj.). Protilátky se objevují v séru drůbeže za 6-10 dnů PI a vrcholových titrů dosahují za 3-4 týdny. Během 3-4 měsíců jejich hladina postupně klesá a za 6-12 měsíců zcela vymizí. Imunní nosnice předávají protilátky vejcem na potomstvo (tzv. mateřské protilátky); mají protektivní charakter. Současně s humorálními protilátkami jsou produkovány lokální sekreční protilátky na sliznici respiračního a intestinálního traktu. V imunitě ND se uplatňuje i buňkami zprostředkovaná imunita.
Sérokonverze u infikovaných pštrosů není tak konzistentní jako u drůbeže a také titry postinfekčních i postvakcinačních protilátek jsou mnohem nižší. Obecně i klinicky zdraví pštrosi mohou mít protilátky proti NDV a naopak infikovaní ptáci mohou být sérologicky negativní.

## Diagnostika
Plošně používaná imunizace chovů, rozdílná úroveň imunity v hejnech a variabilita ve virulenci virů ND v přírodě komplikují diagnostiku onemocnění. Klinický průběh a pitevní nález mohou indikovat ND, ale pro konečnou diagnózu je nezbytné laboratorní vyšetření (izolace a identifikace původce) a stanovení virulence izolátu.
Izolace původce se provádí obvykle na kuřecích embryích, identifikace pak hemaglutinačním testem. Virulence se zjišťuje zpravidla těmito testy – stanovení průměrné doby úhynu kuřecích embryí (mean death time, MDT); intracerebrální patogenní index (ICPI); intravenózní patogenní index (IVPI); patogenita po intrakloakální inokulaci a plakový test na buněčných kulturách.
Příznaky ND jsou rozmanité a mohou být snadno zaměněny za jiná infekční onemocnění nebo intoxikace. Z respiračních nemocí je nutné odlišit ILT, IB, neštovice, mykoplazmózu, hemofilovou rýmu, chřipku, chlamydiózu aj. Z neurotropních nemocí to jsou AE, Markova nemoc, dále pak hypovitaminóza E a některé otravy (mykotoxikózy, těžké kovy aj.).

## Terapie a prevence
Terapie nemoci neexistuje. Při podezření na výskyt virulentní formy Newcastleské nemoci se postupuje podle předpisů (vyhláška č. 286/1999 Sb.). Prevence spočívá v ochraně chovů před zavlečením a šířením nákazy, ve specifické imunoprofylaxi a kontrole úrovně postvakcinační imunity.
První vyvinuté vakcíny proti NDV byly vakcíny inaktivované. Používalo se kmenů s dobrými imunogenními vlastnostmi a inaktivace se prováděla formaldehydem, krystalvioletí nebo propiolaktonem. Jejich nevýhodou byla nutnost individuální aplikace a krátkodobé trvání imunity. Byly proto nahrazeny živými vakcínami produkovanými na kuřecích embryích, a to nejdříve z mesogenních (Roakin, H, Komarov), později z lentogenních kmenů NDV (B1, La Sota, F). Vakcíny z lentogenních kmenů jsou apatogenní i pro 1denní kuřata a mohou se aplikovat také nosnicím ve snášce. Imunita vzniká za 1-2 týdny po vakcinaci a trvá asi 3-4 měsíce. Vakcinace lentogenními vakcínami se pravidelně opakují. V některých zemích s častějším výskytem ND se k revakcinaci používají i nyní vakcíny z mesogenních kmenů, které vyvolávají dlouhodobější imunitu. Mesogenní vakcíny se však nesmějí používat bez předchozí aplikace lentogenních vakcín a u nosnic ve snášce. Živé vakcíny se aplikují hromadně v pitné vodě nebo ve formě aerosolu, individuálně intraokulárně či intranazálně.
V posledních letech došlo ke znovuzavedení inaktivovaných vakcín, ale s přídavkem olejových adjuvans. Používají se k revakcinaci nosnic před snáškou. Nevýhodu individuální aplikace převažuje vysoká chráněnost nosnic až do konce produkčního cyklu, přenos protilátek na kuřata ve vyšším titru i možnost používání polyvalentních vakcín. Dobu vakcinace je nejvhodnější určovat podle epizootologické situace a úrovně imunity hejna.
U holubů se provádí vakcinace lentogenními vakcínami proti ND do spojivkového vaku nebo nosních otvorů a revakcinace inaktivovanými olejovými vakcínami. U pštrosů se používají stejné vakcíny jako u drůbeže; titry postvakcinačních HI protilátek nejsou dobrým indikátorem jejich imunitního stavu, vhodnější je kontrola ELISA testem..